# Élections européennes de 2014 en Irlande
Les élections européennes de 2014 ont eu lieu entre le 22 et le 25 mai selon les pays, et le vendredi 23 mai 2014 en Irlande. C'étaient les premières élections depuis l'entrée en vigueur du Traité de Lisbonne qui a renforcé les pouvoirs du Parlement européen et modifié la répartition des sièges entre les différents États-membres. Aussi, les Irlandais ont élu 11 députés au lieu de 12 précédemment, mais toujours au scrutin à vote unique transférable Ce même jour, les électeurs irlandais ont voté pour les élections locales.

## Mode de scrutin
Les onze députés européens irlandais sont élus au suffrage universel direct par les citoyens irlandais et les ressortissants de l’UE résidant en Irlande, âgés de plus de 18 ans. Le scrutin se tient selon la méthode du vote unique transférable au sein de trois circonscriptions. Les électeurs classent les différents candidats selon un ordre de préférence. Aussi, pour être élu un candidat doit dépasser un quota de voix calculé préalablement, les voix supplémentaires que ce candidat a recueilli étant ensuite redistribués entre les candidats restant en liste.

### Modifications des circonscriptions
Afin de pallier la suppression d'un siège de député européen pour l'Irlande, la Commission des circonscriptions (Constituency Commission) a fusionné les circonscriptions Nord-Ouest et Est pour créer une grande circonscription Midlands-Nord-Ouest, dans laquelle seront élus quatre députés (trois précédemment dans chacune d'entre elles). Quatre autres députés seront élus dans la circonscription Sud (soit un de plus qu'auparavant), et trois autres dans la circonscription de Dublin.

## Campagnes

### Candidats
Le tableau suivant présente les candidats aux élections européennes en Irlande.
| Partis | Partis                        | Midlands–North-West                                                   | South                                                           | Dublin                         |
| ------ | ----------------------------- | --------------------------------------------------------------------- | --------------------------------------------------------------- | ------------------------------ |
|        | Fine Gael                     | Mairead McGuinness Jim Higgins                                        | Sean Kelly Deirdre Clune Simon Harris                           | Brian Hayes                    |
|        | Fianna Fáil                   | Pat the Cope Gallagher Thomas Byrne                                   | Brian Crowley Kieran Hartley                                    | Mary Fitzpatrick               |
|        | Parti travailliste            | Lorraine Higgins                                                      | Phil Prendergast                                                | Emer Costello                  |
|        | Sinn Féin                     | Matt Carthy                                                           | Liadh Ní Riada                                                  | Lynn Boylan                    |
|        | Parti socialiste              |                                                                       |                                                                 | Paul Murphy                    |
|        | Parti vert                    | Mark Dearey                                                           | Grace O’Sullivan                                                | Eamon Ryan                     |
|        | People Before Profit Alliance |                                                                       |                                                                 | Brid Smith                     |
|        | Démocratie directe Irlande    | Ben Gilroy                                                            | Jan Van De Ven                                                  | Thomas Darcy Raymond Whitehead |
|        | Fís Nua                       | Cordelia Níc Fhearraigh                                               | Dónal Ó’Ríordáin                                                | Damon Wise                     |
|        | Démocrates catholiques        |                                                                       |                                                                 | Theresa Heaney                 |
|        | Indépendant                   | Marian Harkin Rónán Mullen Mark Fitzsimmons Luke Ming Flanagan TJ Fay | Diarmuid O’Flynn Jillian Godsil Richard Cahill Peter O’Loughlin | Nessa Childers Jim Tallon      |

Les sortants sont indiqués en gras.

### Sondages

#### Midlands-Nord-Ouest
Votes de premiers choix par candidat
| Date        | Institut       | Carthy (SF) | Byrne (FF) | Flanagan (Ind.) | Harkin (Ind.) | Higgins (FG) | McGuinness (FG) | Gallagher (FF) | Higgins (LP) | Fitzsimmons (Ind.) | Mullen (Ind.) | Dearey (GP) | Gilroy (DDI) |
| ----------- | -------------- | ----------- | ---------- | --------------- | ------------- | ------------ | --------------- | -------------- | ------------ | ------------------ | ------------- | ----------- | ------------ |
| Date        | Institut       |             |            |                 |               |              |                 |                |              |                    |               |             |              |
| 01-02.05.14 | RedC           | 14%         | 8 %        | 14%             | 16%           | 10 %         | 16%             | 9 %            | 5 %          | 0 %                | 6 %           | 2 %         | 0 %          |
| 22-23.04.14 | Millward Brown | 17%         | 16%        | 12%             | 12%           | 11 %         | 11              | 9 %            | 4 %          | 3 %                | 3 %           | 2 %         | 1 %          |

Votes de premiers choix par parti
| Date          | Institut       | Ind. | FF   | FG   | SF   | LP  | GP  |
| ------------- | -------------- | ---- | ---- | ---- | ---- | --- | --- |
| Date          | Institut       |      |      |      |      |     |     |
| 01-02.05.14   | RedC           | 36%  | 17 % | 26 % | 14 % | 5 % | 2 % |
| 22-23.04.2014 | Millward Brown | 30%  | 25 % | 22 % | 17 % | 4 % | 2 % |

#### Sud
Votes de premiers choix par candidat
| Date        | Institut       | Crowley (FF) | Ní Riada (SF) | Kelly (FG) | Clune (FG) | O’Flynn (Ind.) | Harris (FG) | Prendergast (LP) | Godsil (Ind.) | Hartley (FF) | O’Sullivan (GP) | van de Ven (DDI) | O'Riordan (FN) |
| ----------- | -------------- | ------------ | ------------- | ---------- | ---------- | -------------- | ----------- | ---------------- | ------------- | ------------ | --------------- | ---------------- | -------------- |
| Date        | Institut       |              |               |            |            |                |             |                  |               |              |                 |                  |                |
| 01-02.05.14 | RedC           | 28%          | 14%           | 18%        | 8 %        | 4 %            | 7 %         | 9 %              | 3 %           | 3 %          | 6 %             | 1 %              | 0 %            |
| 22-23.04.14 | Millward Brown | 36%          | 15%           | 12%        | 12%        | 7 %            | 7 %         | 4 %              | 3 %           | 3 %          | 1 %             | 1 %              | -              |

Votes de premiers choix par parti
| Date          | Institut       | FF   | FG   | SF   | Ind. | LP  | GP  |
| ------------- | -------------- | ---- | ---- | ---- | ---- | --- | --- |
| Date          | Institut       |      |      |      |      |     |     |
| 01-02.05.14   | RedC           | 31 % | 33%  | 14 % | 8 %  | 9 % | 6 % |
| 22-23.04.2014 | Millward Brown | 39%  | 30 % | 15 % | 11 % | 4 % | 1 % |

#### Dublin
Votes de premiers choix par candidat
| Date        | Institut       | Boylan (SF) | Childers (Ind.) | Hayes (FG) | Fitzpatrick (FF) | Costello (LP) | Ryan (GP) | Smith (PBP) | Murphy (SP) | Darcy (DDI) | Tallon (Ind) | Whitehead (DDI) | Wise (FN) |
| ----------- | -------------- | ----------- | --------------- | ---------- | ---------------- | ------------- | --------- | ----------- | ----------- | ----------- | ------------ | --------------- | --------- |
| Date        | Institut       |             |                 |            |                  |               |           |             |             |             |              |                 |           |
| 01-02.05.14 | RedC           | 15%         | 10 %            | 18%        | 13 %             | 13 %          | 12 %      | 9 %         | 7 %         | 1 %         | 2 %          | 1 %             | 0 %       |
| 22-23.04.14 | Millward Brown | 20%         | 19%             | 15%        | 13 %             | 12 %          | 11 %      | 5 %         | 4 %         | 1 %         | -            | -               | -         |

Votes de premiers choix par parti
| Date          | Institut       | SF   | FG   | FF   | LP   | GP   | SP  | PBP | Autres |
| ------------- | -------------- | ---- | ---- | ---- | ---- | ---- | --- | --- | ------ |
| Date          | Institut       |      |      |      |      |      |     |     |        |
| 01-02.05.14   | RedC           | 15 % | 18%  | 13 % | 12 % | 12 % | 7 % | 9 % | 14 %   |
| 22-23.04.2014 | Millward Brown | 20%  | 15 % | 13 % | 12 % | 11 % | 4 % | 5 % | 20 %   |

## Résultats

### Répartition
| Partis | Partis                        | Groupe au PE | %      | +/-  | Sièges | +/- |
| ------ | ----------------------------- | ------------ | ------ | ---- | ------ | --- |
|        | Fianna Fáil                   | ADLE         | 22,3 % | -1,8 | 1      | -2  |
|        | Fine Gael                     | PPE          | 22,3 % | -6,8 | 4      | =   |
|        | Sinn Féin                     | GUE/NGL      | 19,5 % | +8,3 | 3      | +3  |
|        | Parti travailliste            |              | 5,3 %  | -8,6 | 0      | -3  |
|        | Parti vert                    |              | 4,9 %  | +3,0 | 0      | =   |
|        | Parti socialiste              |              | 1,8 %  | -0,9 | 0      | -1  |
|        | Démocratie directe Irlande    |              | 1,5 %  | N/A  | 0      | N/A |
|        | People Before Profit Alliance |              | 1,5 %  | N/A  | 0      | N/A |
|        | Démocrates catholiques        |              | 0,8 %  | N/A  | 0      | N/A |
|        | Fís Nua                       |              | 0,3 %  | N/A  | 0      | N/A |
|        | Indépendants                  |              | 19,8 % | +8,3 | 3      | +2  |

### Analyse
Ces élections ont été marquées par le succès des candidats indépendants ainsi par que par le Sinn Féin, seul grand parti irlandais à avoir fait campagne contre les politiques d'austérité. Trois candidats indépendants ont donc été élus, dont deux dans la circonscription Midlands-Nord-Ouest. Le Sinn Féin a quant à lui remporté un succès jamais connu jusqu'alors, terminant premier dans la circonscription de Dublin, et faisant élire un député européen dans chacune des trois circonscriptions. Les deux plus grands partis irlandais, le Fianna Fáil et le Fine Gael, arrivés à égalité en nombre de voix, ont réuni bien moins de suffrages exprimés que lors des élections précédentes. Le Fianna Fáil, dans l'opposition, a souffert des très faibles transferts de voix en sa faveur, ne faisant élire qu'un de ces candidats, alors que le Fine Gael du premier ministre d'Enda Kenny, a conservé ses quatre députés. Son partenaire au gouvernement, le Parti travailliste, a quant à lui connu un véritable échec, ne réunissant que 5 % des suffrages et perdant tous ses élus au Parlement européen. Enfin, en dépit d'une augmentation de son score, et notamment à Dublin (12,5 %), le Parti vert a échoué à retourner au Parlement européen.